# Leptotettix badius
Leptotettix badius är en insektsart som beskrevs av Piza Jr. 1978. Leptotettix badius ingår i släktet Leptotettix och familjen vårtbitare. Inga underarter finns listade i Catalogue of Life.